# Tigrigobius
Tigrigobius là một chi của Họ Cá bống trắng.

## Các loài
Chi này hiện hành có các loài sau đây được ghi nhận:* Tigrigobius digueti Pellegrin, 1901 (Banded cleaner goby)	
- Tigrigobius dilepis C. R. Robins & J. E. Böhlke, 1964 (Orangesided goby) [1]
- Tigrigobius gemmatum Ginsburg, 1939 (Frecklefin goby) [1]
- Tigrigobius harveyi Victor, 2014 (Cayman greenbanded goby) [1]
- Tigrigobius janssi W. A. Bussing, 1981 (Spotback goby)
- Tigrigobius limbaughi Hoese & Reader, 2001 (Widebanded cleaning goby)
- Tigrigobius macrodon Beebe & Tee-Van, 1928 (Tiger goby)
- Tigrigobius multifasciatus Steindachner, 1876 (Greenbanded goby) [1]
- Tigrigobius nesiotes W. A. Bussing, 1990
- Tigrigobius pallens Ginsburg, 1939 (Semiscaled goby) [1]
- Tigrigobius panamensis Victor, 2010 (Panamanian greenbanded goby) [1]
- Tigrigobius rubrigenis Victor, 2010 [1]
- Tigrigobius saucrum C. R. Robins, 1960 (Leopard goby) [1]
- Tigrigobius zebrella C. R. Robins, 1958